# Adolf Posch
Adolf Posch (* 24. August 1904 in Oberschützen; † 1. Dezember 1994 in Güssing) war ein österreichischer, nationalsozialistischer Politiker und Lehrer.

## Leben
Posch war nach 1945 nicht mehr politisch tätig. Er übte den Beruf eines Hauptschullehrers in Oberschützen aus, zuletzt als Direktor der Schule.
Sein Grab befindet sich am Friedhof Oberschützen.
Posch war mit Erna Schuch (1907–1995) verheiratet, aus der Ehe gingen ein Sohn (1939–2022) und eine Tochter hervor.

## Politik
Er trat zum 5. November 1931 in die NSDAP ein (Mitgliedsnummer 613.351) und wurde am 15. März 1938 von Gauleiter Tobias Portschy zum Mitglied des Burgenländischen Landtags ernannt. Posch war zudem ab 1937 Gaukassenwart im Burgenland und mit der Geldtransaktion an die Bezirkskassenwarte betraut. 1938 hatte Posch das Amt des Gauschatzmeisters inne.